# Dragan Umičević
Dragan Umičević, född 9 oktober 1984 i Kozarska Dubica, Jugoslavien (nuvarande Bosnien och Hercegovina), är en svensk före detta ishockeyspelare av bosnisk-serbisk ursprung Han är bror till sportjournalisten Dusan Umičević.
Umičević kom till Sverige vid fyra års ålder och växte upp i Köping och började spela ishockey när han var 9 år. Som 14-åring gjorde han debut Köping HCs A-lag. Han flyttade till Södertälje för att gå i hockeygymnasieum.
Umičević debuterade i Södertälje SK:s A-lag som 17-åring i en match mot Timrå IK där SSK vann med 8-1 och Umičević gjorde ett mål. Draftad av Edmonton Oilers. Som spelare var han en framspelare och avslutare av hög klass. Han var forward och är högerskytt.    Han gjorde succé under lockouten tillsammans med stjärnan Olli Jokinen som öste beröm över honom. Säsongen 2006/2007 spelade Umičević i Djurgårdens IF.
Säsongen 2007/2008 började Umičević i HC CSKA Moskva för att sedan komma tillbaka till Södertälje SK. Säsongen 2008/09 vann Dragan Södertäljes interna poängliga med 31 poäng i grundserien. I kvalserien följde han sedan upp den noteringen med att fullständigt dominera hela serien och till slut vinna poängligan med bred marginal. 19 poäng, 7 mål, på 10 matcher är en notering som endast Pavel Brendl slår i det historiska loppet. Med detta fina facit såg han till att rädda SSK kvar i den högsta serien.
Umičević blev i och med detta ett eftertraktat villebråd på transfersmarknaden under sommaren 2009 då klubbar som Färjestad BK och Timrå IK var intresserade av att värva honom. Umičević blev Färjestads bäste poängplockare under sitt första år i klubben i både grundserien och slutspelet, för vilka han svarade för 36 poäng (varav 11 mål) på 55 spelade matcher samt 6 poäng på sju spelade matcher under slutsspelet. I början av 2011 övergick Umičević till Frölunda HC, då hans förra klubb Färjestad hade ett överskott av forwards vilket ledde till att han inte fick så mycket speltid.

## Klubbar
- Södertälje SK (2021)-(2023)
- Black Wings 1992 (2018-2021)
- Krefeld Pinguine (2016-2018
- Kölner Haie (2015-2016)
- EHC Biel (2014-2015)
- Ässät (2013-2014)
- Tappara (2013)
- Ässät (2012-2013)
- Malmö Redhawks (2011-2012)
- Frölunda HC (2011)
- Färjestads BK (2009-2011)
- Södertälje SK (2007-2009)
- HC CSKA Moskva (2007)
- Djurgården Hockey (2006-2007)
- Södertälje SK (2004-2006)
- IF Björklöven (2004)
- Södertälje SK (2000-2004)
- Köping HC (1999-2000)